# Sáo hồng
Pastor roseus là một loài chim trong họ Sturnidae.

## Tham khảo

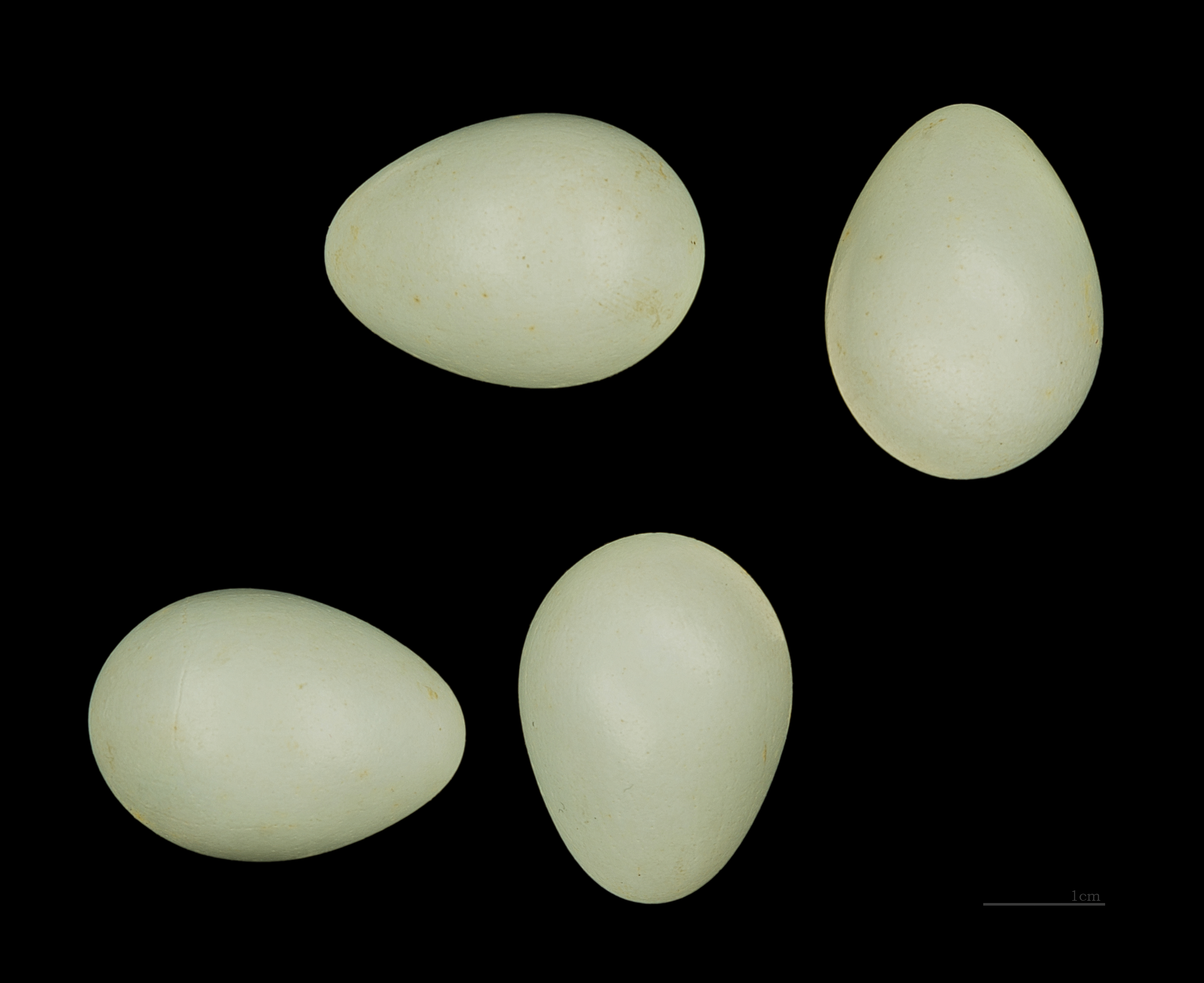
Trứng chim Pastor roseus